# Zakspeed 841
Chronologie des modèles (1985)
Aucun Zakspeed 861
La Zakspeed 841 est la monoplace de Formule 1 engagée par l'écurie allemande Zakspeed dans le cadre du championnat du monde de Formule 1 1985, à partir de la deuxième manche de la saison, au Grand Prix du Portugal 1985. Elle est confiée au Britannique Jonathan Palmer, jusqu'au Grand Prix de Monaco, puis à l'Allemand Christian Danner à partir du Grand Prix d'Italie et pour le restant de la saison. La 841 est propulsée par un moteur turbocompressé de quatre cylindres en ligne conçu par l'écurie allemande.

## Conception de la monoplace
Zakspeed est une écurie allemande fondée par Erich Zakowski en 1968. Après un engagement en Deutsche Rennsport Meisterschaft et en championnat du monde des voitures de sport, Zakspeed intègre la Formule 1 en 1985 en construisant ses propres châssis et moteur, ce dernier étant fondé sur un bloc Ford. Il s'agit de la première monoplace de Formule 1 totalement allemande depuis la Porsche 804 en 1962. En 1985, seules les écuries Alfa Romeo, Ferrari et Renault produisent leur châssis et leur moteur.
Les modestes moyens de Zakspeed la contraignent à ne fabriquer que deux châssis, dont un qui est opérationnel à partir du Grand Prix de France : ainsi, une seule monoplace est engagée en championnat. En outre, l'équipe ne participe pas aux épreuves extra-européennes et n'est donc au départ que sur onze des seize Grands Prix de la saison 1985. La 841, conçue par Paul Brown, est initialement destinée à être alignée dès 1984, mais l'écurie, en manque de liquidités, doit reporter son projet d'un an.
Le moteur turbo Zakspeed 1500/4, conçu sur la base d'un bloc Ford, développe environ 800 chevaux en version course et 900 chevaux en mode qualification. Il est moins puissant que les moteurs BMW, Ferrari, Renault, Honda et TAG Porsche qui développent entre 900 et 1 000 chevaux. Cependant, il est plus performant que les moteurs Hart, Motori Moderni et Alfa Romeo.

## La Zakspeed 841 en championnat du monde

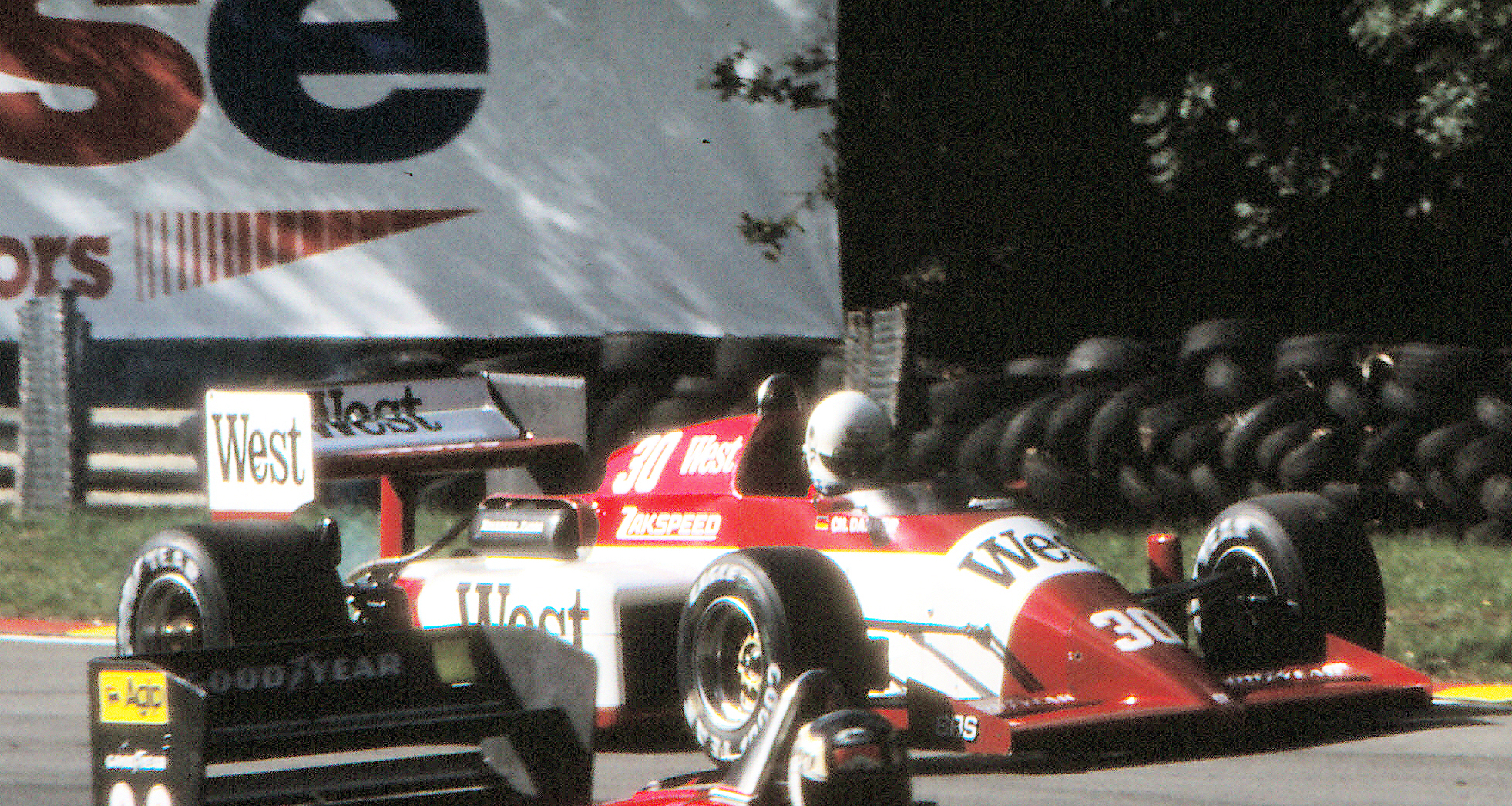
Christian Danner à bord de la Zakspeed 841 lors des essais libres du Grand Prix d'Europe 1985 disputé à Brands Hatch.

Zakspeed fait ses débuts avec la 841 au Grand Prix du Portugal, deuxième manche du championnat. La 841 se révèle peu performante ; Palmer réalise sa meilleure performance à Monaco, où il termine onzième et dernier, à quatre tours du vainqueur Alain Prost. Il s'agit de la seule fois où la 841 termine une course : elle abandonne lors de toutes les épreuves, essentiellement en raison du manque de fiabilité du moteur,.
À partir du Grand Prix d'Italie, Palmer, blessé lors des 1 000 kilomètres de Spa 1985, cède son baquet à l'Allemand Christian Danner. Ce dernier manque de temps pour se préparer et contraint Zakspeed à déclarer forfait pour l'épreuve italienne.
Zakspeed ne participe aux deux dernières manches extra-européennes de la saison, préférant concentrer ses ressources sur la conception de la Zakspeed 861, engagée en 1986.

## Résultats en championnat du monde de Formule 1
| Saison | Écurie               | Moteur               | Pneus    | Pilotes          | Courses | Courses | Courses | Courses | Courses | Courses | Courses | Courses | Courses | Courses | Courses | Courses | Courses | Courses | Courses | Courses | Points inscrits | Classement |
| Saison | Écurie               | Moteur               | Pneus    | Pilotes          | 1       | 2       | 3       | 4       | 5       | 6       | 7       | 8       | 9       | 10      | 11      | 12      | 13      | 14      | 15      | 16      | Points inscrits | Classement |
| ------ | -------------------- | -------------------- | -------- | ---------------- | ------- | ------- | ------- | ------- | ------- | ------- | ------- | ------- | ------- | ------- | ------- | ------- | ------- | ------- | ------- | ------- | --------------- | ---------- |
| 1985   | West Zakspeed Racing | Zakspeed 1500/4 L4 T | Goodyear |                  | BRÉ     | POR     | SMR     | MON     | CAN     | DET     | FRA     | GBR     | ALL     | AUT     | P-B     | ITA     | BEL     | EUR     | AFS     | AUS     | 0               | Non classé |
| 1985   | West Zakspeed Racing | Zakspeed 1500/4 L4 T | Goodyear | Jonathan Palmer  |         | Abd     | Np      | 11e     |         |         | Abd     | Abd     | Abd     | Abd     | Abd     |         |         |         |         |         | 0               | Non classé |
| 1985   | West Zakspeed Racing | Zakspeed 1500/4 L4 T | Goodyear | Christian Danner |         |         |         |         |         |         |         |         |         |         |         | Forf    | Abd     | Abd     |         |         | 0               | Non classé |

Légende : ici 